# 加利亚尼科
加利亚尼科（義大利語：Gaglianico），是意大利比耶拉省的一个市镇。总面积4平方公里，人口3924人，人口密度981.0人/平方公里（2009年）。ISTAT代码为096026。

## 友好城市
- 斯洛維尼亞新戈里察
- 西班牙埃斯特利亚
- 羅馬尼亞代塔